# Cẩm Thành, Cẩm Xuyên
Cẩm Thành là một xã thuộc huyện Cẩm Xuyên, tỉnh Hà Tĩnh, Việt Nam.
Xã Cẩm Thành có diện tích 10,99 km², dân số năm 1999 là 7385 người, mật độ dân số đạt 672 người/km².
Từ xa xưa trên địa bàn xã này có tuyến kênh Nhà Lê nối từ  kinh đô Hoa Lư đến Đèo Ngang đi qua, là tuyến đường thủy đầu tiên trong lịch sử Việt Nam và được coi là tuyến đường Hồ Chí Minh trên sông vì những đóng góp cho các cuộc chiến tranh của người Việt.